# Irena Cabejszek
Irena Cabejszek (ur. 1 października 1910 w Krakowie, zm. 12 września 1972 w Warszawie) – polska uczona, botaniczka, specjalizująca się w fykologii i hydrobiologii. Profesor związana z Państwowym Zakładem Higieny w Warszawie, pionierka badań wpływu pestycydów na właściwości wody i organizmy wodne w Polsce.

## Życiorys
Urodziła się 1 października 1910 roku w Krakowie. Po ukończeniu szkoły średniej w 1929 roku rozpoczęła studia biologiczne na Wydziale Matematyczno-Przyrodniczym Uniwersytetu Jagiellońskiego. W 1934 roku ukończyła studia z tytułem magistra botaniki. W latach 1934–1935 pracowała pod kierunkiem prof. Jadwigi Wołoszyńskiej i prof. Alfreda Lityńskiego w Katedrze Botaniki Farmaceutycznej UJ. Po studiach przez rok pracowała jako nauczycielka biologii w żeńskim gimnazjum w Miechowie. W latach 1935–1937 jako stypendystka Towarzystwa Naukowego Warszawskiego brała udział w wyprawach badawczych na Polesie (obecnie teren Białorusi) organizowanych przez Alfreda Lityńskiego. Od 1938 do 1939 roku współpracowała ze Stacją Biologiczną w Pińsku (obecnie Białoruś). W 1938 r. uzyskała stopień doktora hydrobiologii na Uniwersytecie Jagiellońskim (według innych źródeł doktorat obroniła po II wojnie światowej w 1947 roku). Od marca 1939 roku zawodowo związana z Państwowym Zakładem Higieny w Warszawie, gdzie pod kierunkiem prof. Mariana Stangenberga badała plankton zanieczyszczonych zbiorników wodnych. Pracowała w zakładzie przez czas II wojny światowej wykonując prace narzucone przez władze nazistowskie. W tym czasie, mimo zakazu prowadzenia badań naukowych, w ukryciu opisywała materiał zebrany przed wojną i przygotowała pracę o planktonie Niemna, opublikowaną po zakończeniu wojny. Uczestnicząc aktywnie w reaktywacji PZH w powojennej Polsce przeprowadziła się do Łodzi, gdzie kontynuowała przerwane badania czystości wód. W 1946 roku powróciła do Warszawy, gdzie została adiunktem i kierownikiem Pracowni Higieny i Sanitarnej Ochrony Wód PZH. Ponadto była zatrudniona w Katedrze Higieny Komunalnej Akademii Medycznej w Warszawie i we współpracy z profesorem Janem Justem prowadziła zajęcia dydaktyczne na Studium Sanitarno-Epidemiologicznym Akademii. Habilitowała się w 1955 roku. Uzyskała stopień profesora nadzwyczajnego, a w 1965 roku tytuł profesora. Kiedy w 1956 r. formował się Instytut Gospodarki Wodnej, pomagała w jego organizacji, szkoleniu pracowników i konsultowała projekty, m.in. budowę zbiornika Zegrzyńskiego. Z końcem 1970 roku przeszła na emeryturę. Oprócz pracy badawczej i dydaktycznej prowadziła także aktywną działalność społeczną.
Zmarła 12 września 1972 roku w Warszawie.

## Działalność naukowa
Pracując na UJ jeszcze podczas studiów badała plankton rzeki Białej Przemszy. W zgromadzonych podczas wypraw na Polesie materiałach badała między innymi okrzemki, opisując nowy gatunek Fragilaria zasuminensis Cabejszakówna 1937 (przeniesiony później do innego rodzaju Eunotia zasuminensis (Cabejsz.) Körner 1970). Jej zainteresowania w obszarze fykologii rozwijały się pod kierunkiem Jadwigi Wołoszyńskiej i dotyczyły fizjografii i systematyki glonów występujących m.in. w Wiśle. Organizowała zespołowe prace nad charakterystyką hydrobiologiczno-sanitarną w środkowym biegu tej rzeki. Zajmowała się oceną stanu zanieczyszczenia polskich rzek, m.in. ściekami czy zanieczyszczeniami radioaktywnymi. Prowadziła pionierskie w Polsce badania nad wpływem pestycydów na środowiska wodne – zarówno na właściwości fizyko-chemiczne wody, jak i rozwój żyjących w niej organizmów. W latach 1951–1962 publikowała charakterystykę sanitarną polskich rzek i innych zbiorników wodnych, w oparciu między innymi o analizę okrzemek. Stawiane przez nią postulaty dotyczące ograniczenia stosowania pestycydów zostały później zrealizowane w formie praktycznych działań na rzecz ochrony środowiska.
Opublikowała wiele prac z zakresu hydrobiologii sanitarnej i ochrony wód. Publikowała pod nazwiskiem Irena Cabejszekówna, później Irena Cabejszek. Opisane przez nią taksony organizmów oznaczane są nazwiskiem Cabejszekówna lub skrótem Cabejsz.. 

## Członkostwo
Pełniła funkcję Sekretarza Komitetu Hydrobiologicznego Wydziału II Nauk Biologicznych Polskiej Akademii Nauk. Była członkiem założycielem Oddziału Warszawskiego Polskiego Towarzystwa Hydrobiologicznego, pełniąc szereg funkcji organizacyjnych.

## Wybrane publikacje
- Irena Cabejszek, Przyczynek do znajomości okrzemek Białej Przemszy i jej dorzecza na terenie Pustyni Błędowskiej, „Archiwum Hydrobiologii i Rybactwa”, 9, 1935, s. 170-184.
- Irena Cabejszekówna, Fragilaria zasuminensis n. sp. w jeziorze Zasuminskim na Polesiu, „Archiwum Hydrobiologii i Rybactwa”, 10 (4), Suwałki 1937, s. 423-425.
- Irena Cabejszek, Materiały do znajomości planktonu roślinnego Polesia. I. Zbiorniki wodne Zahorynia, „Arch. Hydrobiol. Ryb.”, 10, 1937, s. 319-343.
- Irena Cabejszek, Materiały do znajomości planktonu roślinnego Polesia. II. Zbiorniki wodne okolic Pińska, „Arch. Hydrobiol. Ryb.”, 12, 1939, s. 97-114.
- Irena Cabejszek, O potrzebie ochrony wód powierzchniowych, „Gaz Woda Tech. sanit.”, 24, 1950, s. 257-259.
- I. Cabejszek i inni, Badania higieniczno-sanitarne rzeki Wisły w rejonie Warszawy, „Roczniki Państwowego Zakładu Higieny”, 8 (4), 1957, ISSN 0035-7715. Brak numerów stron w czasopiśmie
- I. Cabejszek, M. Stasiak, Badania nad wpływem niektórych metali na biocenozę wodną przy zastosowaniu daphnia magna jako wskaźnika, „Roczniki Państwowego Zakładu Higieny”, 11 (4), 1960, ISSN 0035-7715. Brak numerów stron w czasopiśmie
- I. Cabejszek i inni, Badania nad ustaleniem dopuszczalnej dawki aldrinu w wodzie, „Roczniki Państwowego Zakładu Higieny”, 15 (5), 1964, ISSN 0035-7715. Brak numerów stron w czasopiśmie
- Irena Cabejszek, Wpływ tritoxu (DDT, DMDT, gamma HCH) na organizmy wodne, „Roczniki Państwowego Zakładu Higieny”, 20 (6), 1969, ISSN 0035-7715. Brak numerów stron w czasopiśmie
- I. Cabejszek, J. Stanisławska, Wpływ metyloparationu (0,0-dwumetylotiofosforan p-nitrofenylu) na organizmy wodne, „Roczniki Państwowego Zakładu Higieny”, 17 (4), 1966, ISSN 0035-7715. Brak numerów stron w czasopiśmie
- I. Cabejszek, J. Maleszewska, Wpływ metyloparationu i tiometonu na zużycie tlenu przez organizmy wodne, „Roczniki Państwowego Zakładu Higieny”, 21 (1), 1970, ISSN 0035-7715. Brak numerów stron w czasopiśmie
- I. Cabejszek, J. Maleszewska, J. Stanislawska, Wpływ Tritoxu na biocenozę eksperymentalnych zbiorników wodnych, „Roczniki Państwowego Zakładu Higieny”, 22 (3), 1971, ISSN 0035-7715. Brak numerów stron w czasopiśmie

## Odznaczenia
Została odznaczona Złotym Krzyżem Zasługi.